# John Tong Hon
John Tong Hon (chin. trad. 湯漢, chin. upr. 汤汉, pinyin Tàng Hàn; ur. 31 lipca 1939 w Hongkongu) – chiński biskup rzymskokatolicki, biskup Hongkongu w latach 2009–2017, kardynał.

## Życiorys
Urodził się w rodzinie niekatolickiej w Hongkongu jako najstarsze z trójki dzieci. Gdy miał dwa lata, najazd Japonii na jego strony rodzinne zmusił całą rodzinę do ucieczki do Makau. Po zakończeniu wojny rodzina ponownie połączyła się w Kantonie. Tam jego matka jako pierwsza przyjęła chrzest w Kościele katolickim, a po niej reszta rodziny. W latach 1951–1957 John chodził do szkoły podstawowej w Kantonie, po czym w 1957 wstąpił do seminarium św. Józefa w Makau. Studiował filozofię na Uniwersytecie Chińskim w Hongkongu, gdzie zdobył tytuł magistra. W 1964 r. wyjechał na studia na Papieskim Uniwersytecie Urbaniana w Rzymie, gdzie uzyskał doktorat z teologii dogmatycznej. Święcenia kapłańskie przyjął 6 stycznia 1966 w bazylice św. Piotra z rąk papieża Pawła VI.

## Episkopat
13 września 1996 został mianowany biskupem pomocniczym diecezji Hongkong, ze stolicą tytularną Bossa. Sakry biskupiej udzielił mu kardynał John Baptist Wu Cheng-chung.
W 2003, po 24 latach sprawowania posługi w Studium Ducha Świętego, został wyznaczony do służby w Kongregacji ds. Ewangelizacji Narodów.
W 2005, jako oficjalny reprezentant papieża, odbył podróż do Kantonu wraz z innymi hongkońskimi przywódcami religijnymi, gdzie zostali oni przyjęci na bankiecie u Zhu Zhenzhonga, przewodniczącego politycznego komitetu doradczego miasta.
30 stycznia 2008 Benedykt XVI mianował go biskupem koadiutorem Hongkongu. Rządy w diecezji przejął w dniu przejścia na emeryturę jego poprzednika - kard. Josepha Zen Ze-kiuna. 18 lutego 2012 roku na zwołanym konsystorzu przez papieża Benedykta XVI otrzymał biret, pierścień kardynalski i godność kardynała prezbitera Regina Apostolorum. Brał udział w konklawe 2013, które wybrało papieża Franciszka.
Przeszedł na emeryturę  1 sierpnia 2017 r. Po nagłej śmierci swojego następcy został mianowany administratorem apostolskim diecezji. 31 lipca 2019 r. ukończył 80 lat i utracił prawo udziału w konklawe.